# La Ruée sanglante (film, 1954)
Pour l’article homonyme, voir La Ruée sanglante.
La Ruée Sanglante (They Rode West) est un film américain réalisé par Phil Karlson, sorti en 1954.

## Synopsis
Le lieutenant et docteur Seward est envoyé dans l'Ouest américain, en remplacement d'un chirurgien incompétent opérant dans un poste avancé de l'armée américaine. Sur place il constate que les indiens Kiowas, obligés de vivre dans des camps insalubres, sont atteints de malaria. Contre l'avis de ses supérieurs, il va chercher à guérir le camp indien, quitte à raviver les tensions entre blancs et peaux-rouges.

## Fiche technique
- Titre original : They Rode West
- Réalisation : Phil Karlson
- Scénario : DeVallon Scott et Frank S. Nugent
- Producteur : Lewis J. Rachmil
- Pays d'origine :  États-Unis
- Langue originale : anglais
- Format : Couleur - 35 mm — 1.85:1
- Genre : western
- Durée : 84 minutes (1 h 24)
- Date de sortie :
  - États-Unis : 4 décembre 1954

## Distribution
- Robert Francis : 1st Lieutenant. Allen Seward
- Donna Reed : Laurie MacKaye
- May Wynn : Manyi-ten
- Philip Carey : Capt. Peter Blake
- Onslow Stevens : Col. Ethan Waters
- Peggy Converse : Mrs. Martha Waters
- Roy Roberts : Sgt Major Creever
- Jack Kelly : Lt. Raymond
- Stuart Randall : Chief Satanta
- Eugene Iglesias : Red Leaf
- Frank DeKova : Isatai
- John War Eagle : Chief Quanah
- Ralph Dumke : Dr. Gibson
- James Best : Lt. Finlay
- Myron Healey : Maj. Vandergrift